# Fouta (patrouilleur)
Pour les articles homonymes, voir Fouta.
Le Fouta est un patrouilleur hauturier de type OSPREY 55 vendu par Danyard A/S Frederikshavn et construit au Danemark pour la marine sénégalaise. Elle a réceptionné le navire le 1er juin 1987 pour assurer des missions de souveraineté dans sa zone économique exclusive. Son nom provient d'un ancien royaume du nord-est du Sénégal bordant la rive gauche du fleuve Sénégal, le Fouta-Toro.

## Conception
Le Fouta est la première unité de type OSPREY 55 (sur un total de sept) et possède une longueur de 55 m sur 10,5 m de large avec un déplacement maximum de 500 tonnes. Il est doté de deux moteurs diesel de 3 698 kW chacun qui garantissent une vitesse de 20 nœuds (37,04 km/h) en pointe. Le navire est armé d'un canon de 40 mm et d'un canon de 20 mm.

## Fonctions
Sa principale mission a été d'assurer la souveraineté sénégalaise dans sa zone économique exclusive, laquelle s'étend sur 159 000 km2 le long de 700 km de côtes. Ses missions sont de l'ordre de la police des pêches, la recherche, l'assistance et le sauvetage en mer, la lutte contre la piraterie, la contrebande et les trafics illicites (de drogue et d'armes principalement). Il est capable de rester environ 18 jours en opération sans ravitailler et atteindre jusqu'à 4 500 milles marins (8 334 km).

## Historique
Commandé en novembre 1986, le bâtiment sort des chantiers Danyard A/S Frederikshavn (Danemark) en mars 1987 pour son lancement avant d'être définitivement livré le 1er juin 1987 à la marine sénégalaise. Pendant plus de 20 ans, il assure la souveraineté sénégalaise dans sa zone économique exclusive en compagnie du Njambuur. Avec l'arrivée de Macky Sall à la tête de l'État du Sénégal en 2012, une stratégie de renouvellement de la flotte sénégalaise devrait mettre fin a son service au cours des années 2020. Les marines marocaine et grecque possèdent également des patrouilleurs de ce type (quatre pour le Maroc, deux pour la Grèce), tous construits entre 1987 et 1990.

## Galerie

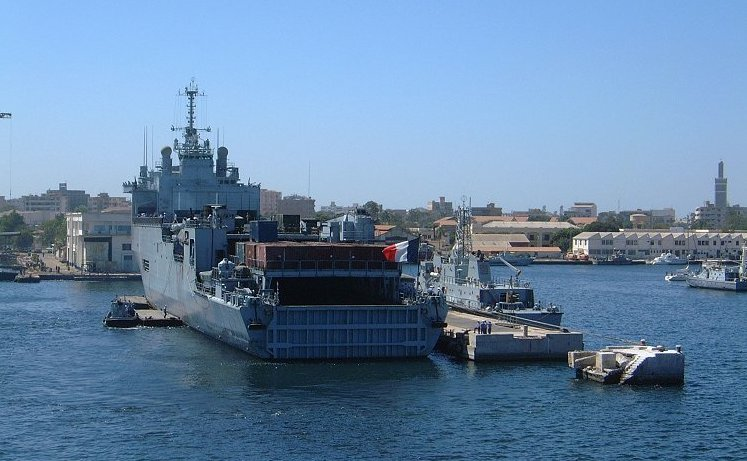
Le patrouilleur Fouta (à droite) aux côtés du TCD Foudre à la base navale de Dakar.
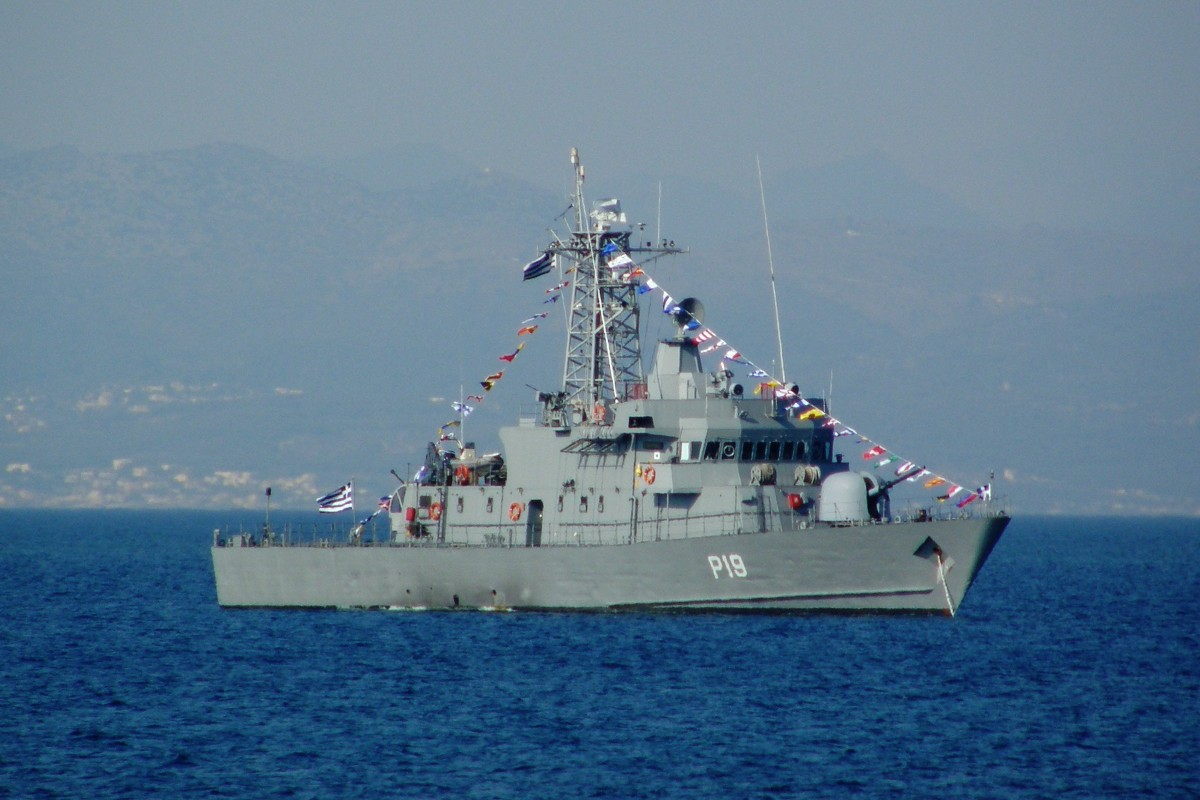
Le Navmachos, OSPREY 55 de la marine grecque.